# 肖洛 (亚利桑那州)
肖洛（英文：Show Low），是美国亚利桑那州纳瓦霍县下属的一座城市。面积约为41.17平方英里（约合106.6平方公里）。根据2010年美国人口普查，该市有人口10,660人，人口密度为260.4/平方英里。在建制上，该市属于“City”。